# ミンチ海峡

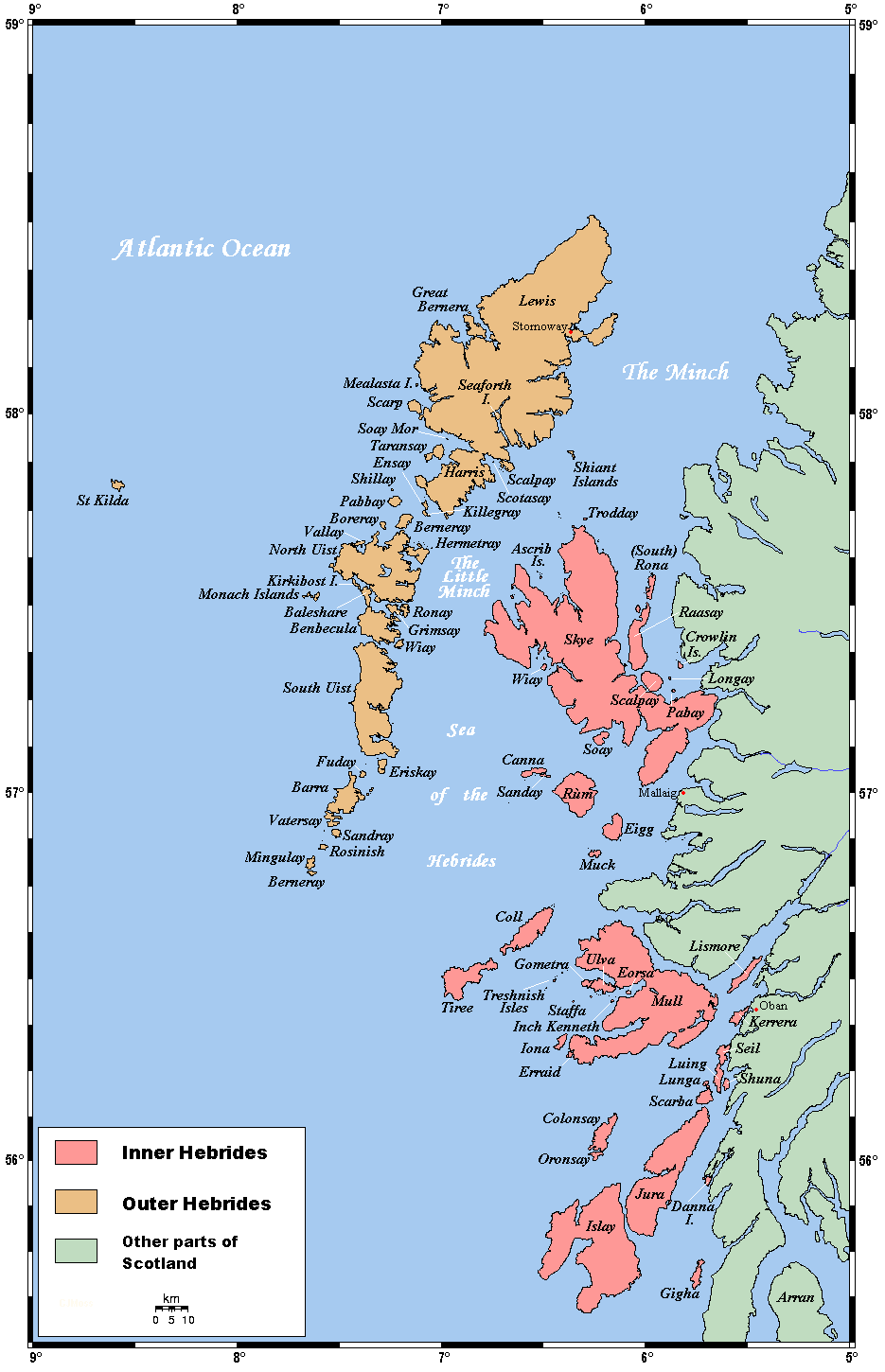
ミンチ海峡の位置

ミンチ海峡 （スコットランド・ゲール語 An Cuan Sgìth/Cuan na Hearadh,　英語：The Minch）は、スコットランド北西岸の海峡。通称北ミンチ海峡は、ハイランド北西部と、北方のインナー・ヘブリディーズ諸島、ルイス島及びハリス島を含むアウター・ヘブリディーズ諸島とを分ける。下ミンチ海峡（an Cuan Canach）は通称リトル・ミンチ海峡といい、スカイ島からアウター・ヘブリディーズ諸島のノース・ウイスト島、ベンベキュラ島、サウス・ウイスト島、バラ島らを分ける。ヘブリディーズ海に向けて開いている。
幅は30キロから70キロで最長部で110キロある。下ミンチ海峡は幅25キロである。
ミンチ海峡計画が、地元自治体とハイランド議会、スコティッシュ・ナショナル・ヘリテージの連携で、進められている。目的は、海洋汚染の防止、浸食の縮小、ゴミの削減、観光宣伝などである。特に、ミンチ海峡でのホエールウォッチングが知られる。汚染問題は、ミンチ海峡が海上輸送の混み合った場所であることから特に問題視されている。
ミンチ海峡を横断する商業フェリーの運航は、カレドニアン・マクブレインが行っている。